# Ларс Клінґбайль
Ларс Клінґбайль (нім. Lars Klingbeil; нар. 23 лютого 1978, Зольтау) — німецький політик (СДПН). З грудня 2021 року — один із двох федеральних голів СДПН.
З грудня 2017 року по грудень 2021 року — генеральний секретар СДПН, а з травня 2003 року по листопад 2007 року — один із заступників федерального голови Jusos. Член Бундестагу Німеччини з жовтня 2009 року, а раніше — депутат Бундестагу (з січня по жовтень 2005 року).

## Походження, освіта та приватне життя
Клінґбайль виріс у Мунстері, син солдата бундесверу та продавчині. Після закінчення середньої школи в 1998 році та проходження альтернативної служби в організації Bahnhofsmission в Ганновері, почав вивчати політологію, соціологію та історію в Ганноверському університеті в 1999 році, який закінчив зі ступенем магістра мистецтва в 2004 році. З 2001 до 2004 року був стипендіатом Фонду Фрідріха Еберта.
З серпня 2019 року Клінґбайль одружений з Лені-Софі Мюллер, яка з 2014 року є директоркою ініціативи D21. За його власними твердженнями, був активним в Антифа в молодості. У вільний час грає на гітарі та був вокалістом і гітаристом рок-гурту «Sleeping Silence». Крім того, регулярно займається кроссфітом.

## Політична кар'єра

### Починав як партійний офіцер (2001—2005) і молодий соціаліст (2003—2007)
Окрім навчання Клінґбайль працював у виборчому офісі канцлера Герхарда Шредера та депутата Бундестагу Гейно Візе з 2001 по 2003 рік. Він був членом міської ради Мюнстера у 2001—2016 роках і членом правління округу СДП Північної Нижньої Саксонії у 2002—2021 роках, з 2010 року — заступник голови округу. Після закінчення навчання з 2004 по 2005 рік працював референтом з питань освіти молоді в СДП у Північному Рейн-Вестфалії. У 2003—2007 роках був одним із заступників федерального голови партії Jusos, а з 2004 по 2007 рік — членом Міжнародної комісії правління СДПН.

### Німецький Бундестаг (2005)
З 24 січня 2005 по 18 жовтня 2005 року Клінґбайль замінив у німецькому Бундестазі Янна-Петера Янссена, члена СДПН, який пішов у відставку через аферу із зарплатами. Протягом цього часу він був членом Комітету з питань Європи та заступником члена Комітету з питань охорони здоров'я та Комітету з питань оборони. На дострокових федеральних виборах у 2005 році Клінґбайль не потрапив до німецького Бундестагу та залишив парламент.

### Комунальний та партійний політик (2005—2009)
З 2005 року до свого повернення до німецького Бундестагу в 2009 році він був керівником офісу голови СДПН Ґаррельта Дуйна. З 2006 до 2018 року був членом районної ради Гайдекрайсу, а з 2006 до 2020 року — головою підрайону СДП Гайдекрайсу

### Депутат Бундестагу Німеччини (з 2009р.)

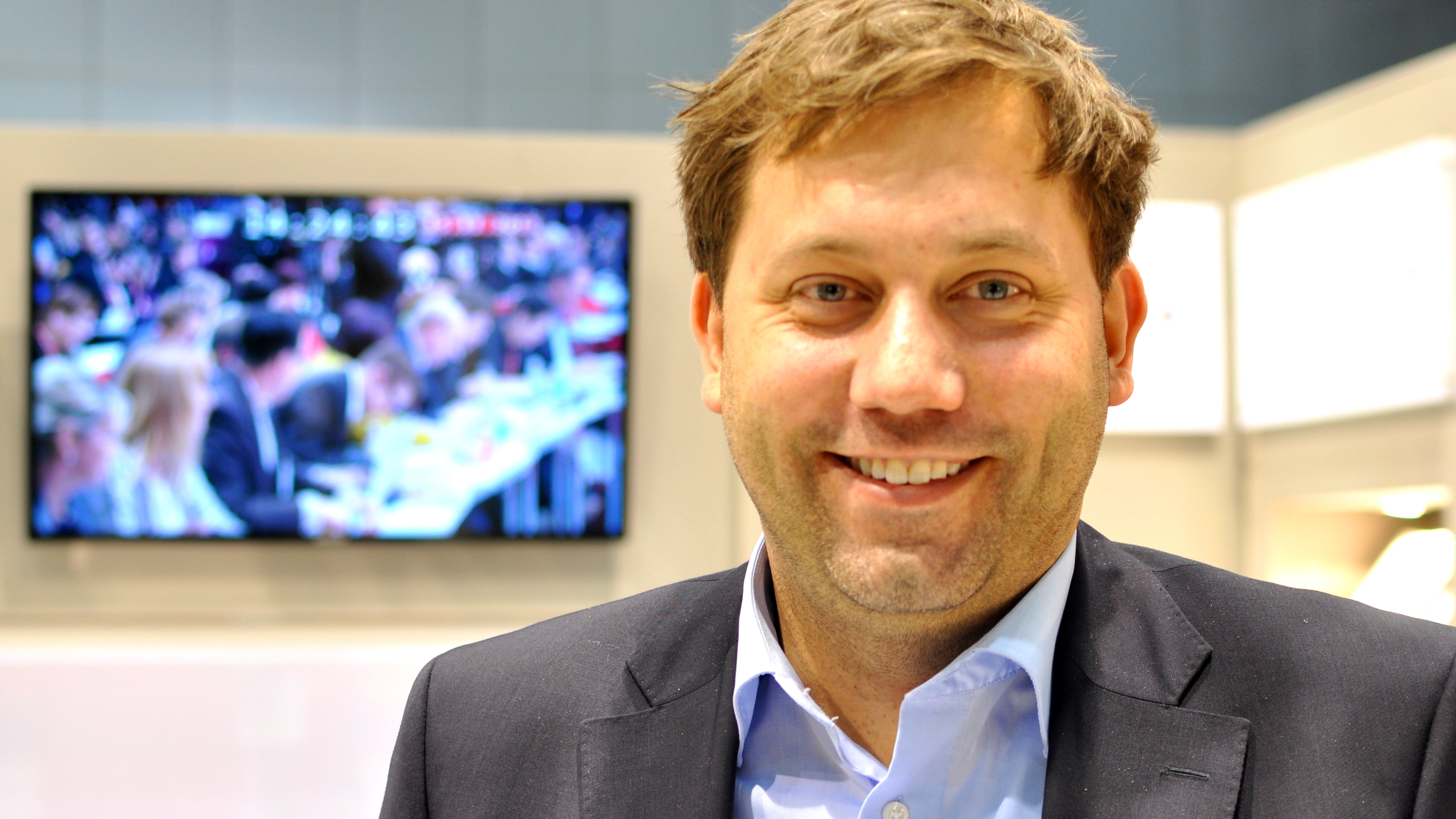
Ларс Клінґбайль (2013)

На виборах до Бундестагу 2009 року Клінґбайль потрапив до німецького Бундестагу, посівши 7-е місце в списку землі Нижньої Саксонії. У виборчому окрузі Ротенбург I – Зольтау-Фаллінгбостель він програв 35,3 відсотками перших голосів Райнгарду Ґрінделю з ХДС, який отримав 40,2 відсотка перших голосів.
На виборах до Бундестагу 2013 року він увійшов до німецького бундестагу, отримавши 9-те місце в списку землі Нижня Саксонія. У виборчому окрузі Ротенбург I – Гайдекрайс він знову програв з 40,6 відсотками перших голосів Райнгарду Ґрінделю з ХДС, який отримав 44,8 відсотка перших голосів.
На федеральних виборах 2017 року балотувався за 7-м номером в списку землі Нижня Саксонія та в окрузі Ротенбург I – Гайдекрайс, де він переміг з 41,2 проти 36,1 відсотка перших голосів проти Катрін Резель з ХДС і таким чином отримав прямий мандат вперше.
На федеральних виборах 2021 року він балотувався 5-м у списку землі Нижня Саксонія та у виборчому окрузі Ротенбург I – Гайдекрайс, де переміг із 47,6 % проти 26,4 % перших голосів проти Карстена Бюттінггауса з ХДС і знову отримав прямий мандат.

### Генеральний секретар (2017—2021)

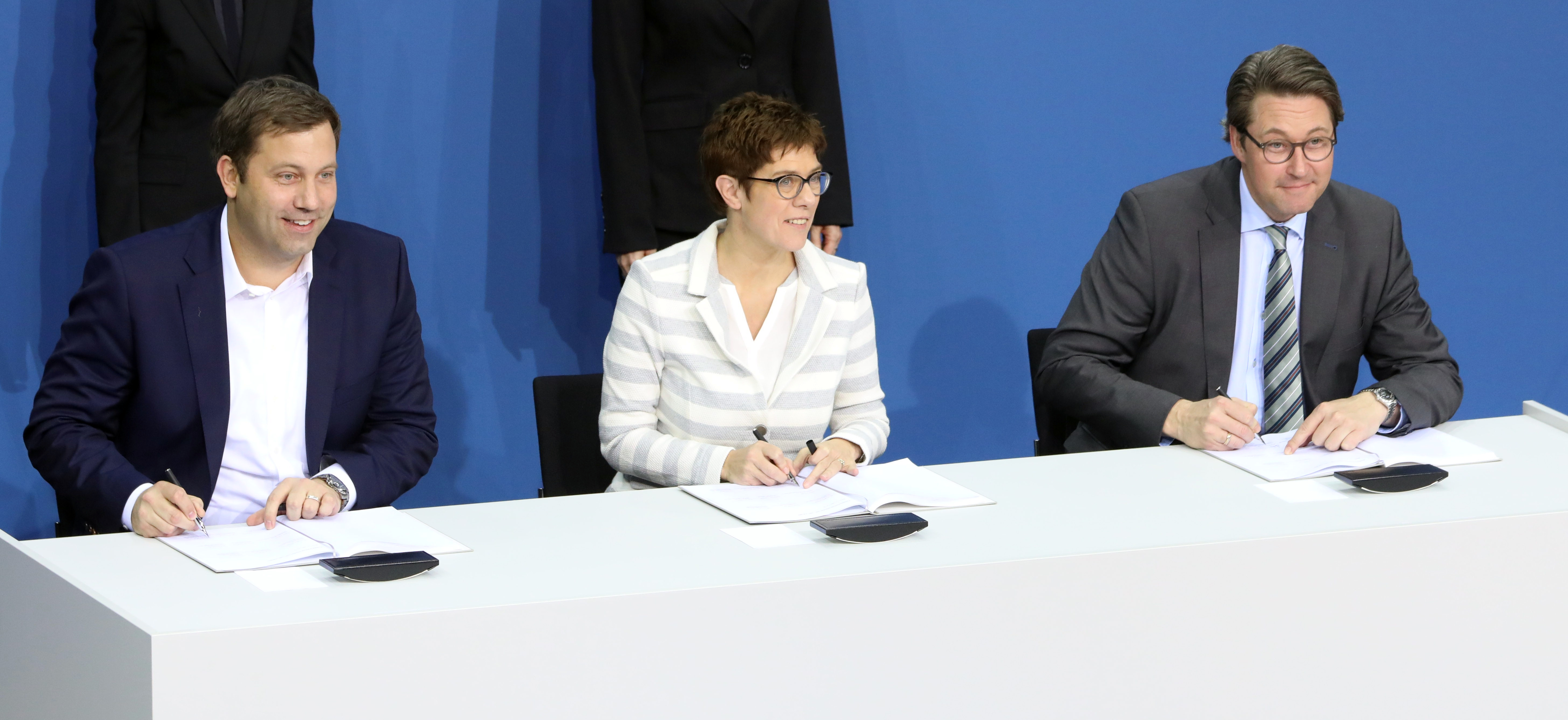
Ларс Клінґбайль у ролі генерального секретаря СДПН під час підписання коаліційної угоди великої коаліції (2018)

23 жовтня 2017 року за пропозицією федерального голови Мартіна Шульца президія партії запропонувала кандидатуру Клінґбайля наступником генерального секретаря Губертуса Гайля, який залишив свою посаду. На федеральній партійній конференції 8 грудня 2017 року він був обраний на посаду 70,6 відсотками голосів делегатів і на федеральній партійній конференції 6 грудня 2017 року. В грудні 2019 року він був затверджений на посаді 79,9 % голосів делегатів.

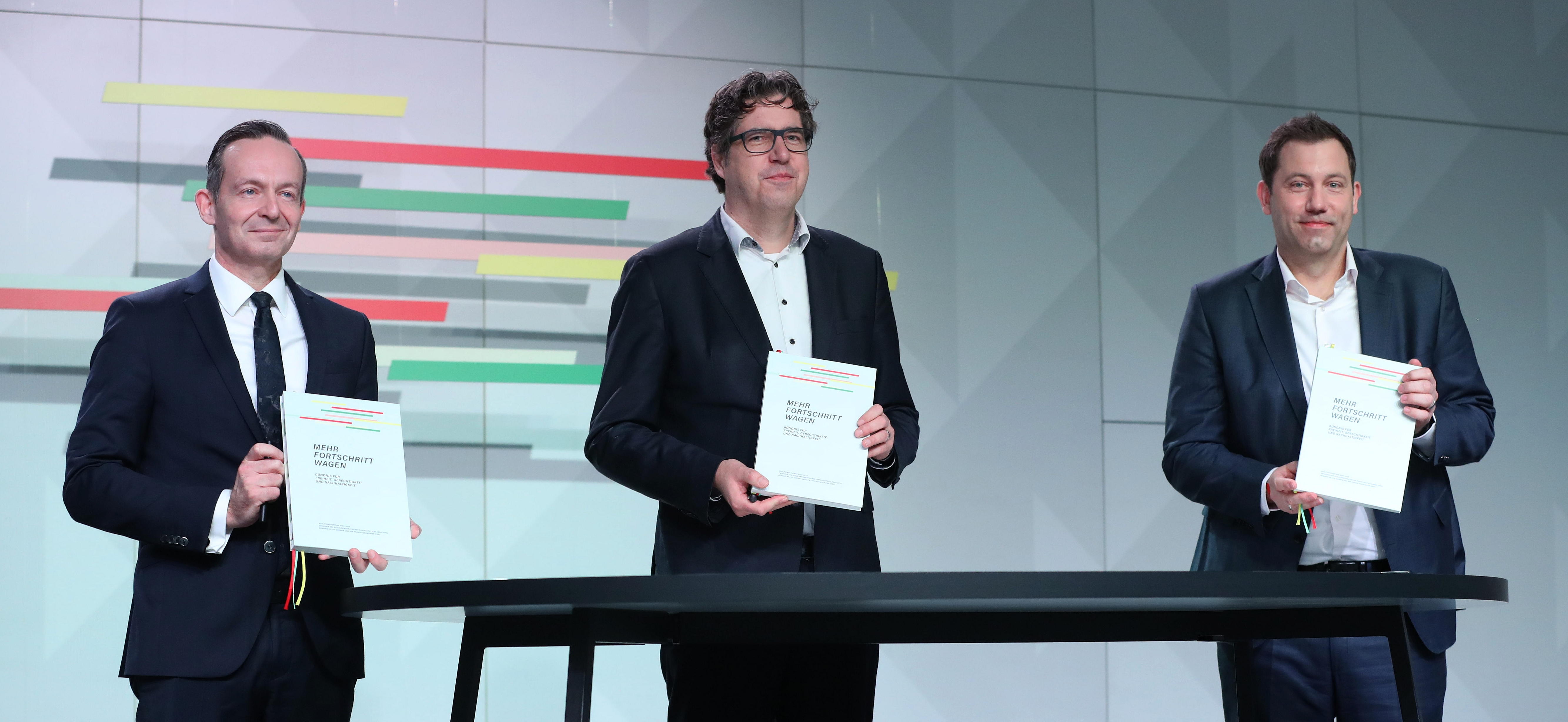
Клінґбайль разом з Фолькером Віссінґом і Міхаелем Келльнером з коаліційною угодою партій світлофора (2021)

Перебуваючи на посаді генерального секретаря, Клінґбайль вів переговори про коаліційну угоду з ХДС/ХСС навесні 2018 року. Він організував передвиборчу кампанію для виборів до Європарламенту 2019 року, прийняття рішення про членство у президентстві СДПН у 2019 році та кампанію федеральних виборів 2021 року. Як генеральний секретар був редактором журналу «Форвард».

### Федеральний голова партії (з 2021)
8 листопада 2021 року президія партії висунула кандидатуру Клінґбайля наступником Федерального голови Норберта Вальтера-Бор'янса, який залишив свій пост. На федеральній партійній конференції 11 грудня 2021 року він був обраний федеральним головою, набравши 86,3 відсотка голосів делегатів. Попередня голова партії Саскія Ескен була переобрана з 76,7 відсотками голосів делегатів. Клінґбайля змінив на посаді генерального секретаря Кевін Кюнерт, який отримав 77,8 % голосів делегатів.

## Політичні позиції

### Основне спрямування
Клінґбайль належить до Seeheimer Kreis, в якому об'єдналося консервативне крило парламентської групи СДП. До 2015 року був членом парламентської лівої фракції.

### Україна
У березні 2022 року Клінґбайль підтримав приєднання України до Європейського Союзу, водночас не схвалив аргумен про необхідність газового ембарго проти Росії. В інтерв'ю німецькому виданню Passauer Neue Presse співголова правлячої СДПН зазначив: «Країнам Європи, які поділяють наші цінності свободи і демократії, потрібен чіткий сигнал: ми бачимо вас у Європейському Союзі».
У вересні 2022 року Ларс Клінґбайль заявив, що урядова коаліція не погодила постачання бойових танків Leopard 2 в Україну, мотивуючи це тим, що на підготовку українських військових знадобиться багато часу.